# Vatan (Tageszeitung)
Vatan (Vaterland) ist eine in Istanbul erscheinende türkische Tageszeitung. Seit einem Eigentümerwechsel im Jahr 2011 gilt sie als der regierenden Partei für Gerechtigkeit und Aufschwung (AKP) nahestehend. In der Geschichte der türkischen Republik ist sie die vierte Tageszeitung dieses Namens.

## Erste Gründung 1923
Die erste Vatan erschien am 26. März 1923. Herausgeber war der Journalist und Literat Ahmet Emin Yalman (1888–1972). Die Zeitung unterstützte anfangs die Republikanische Volkspartei (CHP) des Staatsgründers Mustafa Kemal Atatürk, schwenkte dann aber zur oppositionellen Republikanischen Fortschrittspartei (TCF) um. Das Blatt erreichte eine für jene Zeit beachtliche Verkaufsauflage von bis zu 15.000 Exemplaren. Mit dem Verbot der TCF 1925 wurde auch die Vatan verboten.

## Zweite Gründung 1940
Obwohl Yalman nur durch sein Versprechen, dem Pressegewerbe künftig fernzubleiben, einer Verurteilung durch die damaligen Sondergerichte entgangen war, riskierte er Mitte der 1930er Jahre eine Rückkehr. Gemeinsam mit dem Ehepaar Sabiha und Zekeriya Sertel kaufte er Mitte der 1930er Jahre die Zeitung Tan („Dämmerung“) auf. Schon bald kam es zum Zerwürfnis, weil die Sertels für eine sozialistische Richtung eintraten, während Yalman liberale und proamerikanische Ansichten vertrat. Allerdings verfolgte auch die von Yalman als Verleger und Chefkommentator geführte Vatan eine klare Linie gegen Nazideutschland.
Nach dem Wahlsieg der Demokratischen Partei im Jahr 1950 unterstützte die Vatan zunächst die Regierung von Adnan Menderes und wurde mit einer Auflagen von über 100.000 zu einer der führenden Zeitungen des Landes. Nach 1955 ging sie auf Distanz, Kritikpunkte waren unter anderem die beginnenden Streitigkeiten mit den USA, die Tendenzen zur Autoritarisierung und schließlich die Zunahme religiöser Motive in der Regierungspolitik. 1952 entging Yalman dem Mordanschlag eines islamistischen Attentäters, Ende 1959 wurde er zu einer Haftstrafe von 15 Monaten verurteilt. Nach dem Militärputsch vom Mai 1960 kam er frei. Ende desselben Jahres überwarf er sich mit seinen Partnern, die einige Jahre zuvor zum Blatt gestoßen waren. Yerel verließ die Zeitung und gründete ein Nachfolgeblatt namens Hür Vatan („Freies Vaterland“), das jedoch erfolglos blieb und 1962 nach nur einem Jahr geschlossen wurde. Die Vatan wurde fortan vom Journalisten Naim Tirali herausgegeben, musste aber gegen Bedeutungsverlust kämpfen und wurde 1975 eingestellt.

## Dritte Gründung 1976
Ab dem 12. März 1976 wurde Vatan von einer ganz anderen Besetzung herausgegeben. Verleger wurde Numan Esin, der als Offizier am Militärputsch von 1960 teilgenommen hatte. Den Militärputsch von 1971 hingegen, zu dessen Jahrestag die Erstausgabe erschien, lehnten die Macher ab. Geprägt wurde die dritte Vatan von sozialdemokratischen Redakteuren wie İlhami Soysal und Emil Galip Sandalcı. Die wohl wichtigste Publikation dieser nur zwei Jahre später wieder eingestellten Zeitung war eine Artikelserie des Journalisten und Schriftstellers Nihat Behram über Leben und Denken der 1972 hingerichteten linken Studentenführer Deniz Gezmiş, Yusuf Aslan und Hüseyin İnan. Behram und seine Zeitung wurden mit Klagen überzogen. Später erschien die Artikelserie unter dem Titel Darağacında Üç Fidan („Drei Knospen am Galgen“) als Buch, das bis in die Gegenwart von Neuem aufgelegt wird und die allgemeine Wahrnehmung von Gezmiş und seiner Weggefährten entscheidend beeinflusst hat.

## Vierte Gründung 2002

### Ära Mutlu/Dogan 2002–2011
Im Sommer 2002 verließ eine vom Journalisten Gruppe von rund 70 Mitarbeitern die Tageszeitung Sabah, um eine neue Zeitung zu gründen. Wortführer war der Journalist Zafer Mutlu, der zuvor als rechte Hand des damaligen Sabah-Verlegers Dinç Bilgin gegolten hatte. Mutlu trat in den ersten Jahren der vierten Vatan als Verleger auf, wobei sich schnell die Vermutung einstellte, dass eine Übereinkunft oder gar stille Teilhabe der Mediengruppe Doğan vorliege. Schließlich nutzte die neue Zeitung die Infrastruktur von Doğan (Druckereien, Vertrieb usw.). Manche Beobachter interpretierten Vatan als Versuch der Doğan-Gruppe, ihren größten Konkurrenten – die Sabah – niederzuringen.
Das Blatt erreichte bald Verkaufszahlen von bis zu 180.000 Exemplaren. Politisch positionierte sich Vatan liberal und gemäßigt nationalistisch.
Im Juli 2007 kaufte Doğan offiziell das Blatt auf, der Verleger Zafer Mutlu erhielt einen Vorstandsposten bei Doğan. Durch Steuernachforderungen in finanzielle Bedrängnis geraten, verkaufte die Doğan-Gruppe die im April 2011 zusammen mit der Tageszeitung Milliyet an die Demirören Holding, einem Mischkonzern mit guten Kontakten zur AKP-Regierung.

### Ära Demirören seit 2011
Im Frühjahr 2014 gelangte im Zuge des Korruptionsskandals der Mitschnitt eines illegal abgehörten Telefongesprächs zwischen dem damaligen Ministerpräsidenten Recep Tayyip Erdoğan und dem Konzernchef Erdoğan Demirören an die Öffentlichkeit. Darin beschwerte sich der Ministerpräsident über die Veröffentlichung regierungsinterner Dokumente in der Milliyet und forderte die Entlassung des Chefredakteurs Derya Sazak, was dann auch geschah.
Eine ähnliche direkte Intervention bei der Vatan ist nicht bekannt. Doch auch bei Vatan wurde die in den vergangenen Jahren die Zusammenarbeit mit einigen langjährigen Redakteuren und Autoren aus politischen Gründen beendet, selbst wenn nicht im selben Ausmaß wie bei der Milliyet. So wurde im Sommer 2013 die Zusammenarbeit mit dem Redakteur und Autor Can Ataklı aufgekündigt. Dieser hatte in seinen letzten Kommentaren die damaligen Verhandlungen mit der verbotenen PKK kritisiert. Kurz darauf schieden sich die Wege mit Mustafa Mutlu und dem bekanntesten Vatan-Autor überhaupt, dem linksliberalen Musiker Zülfü Livaneli, der von Anfang an als Kolumnist dabei gewesen war. Auch wenn im Zusammenhang mit Mustafa Mutlu von finanziellen Uneinigkeiten die Rede war, sprachen manche Beobachter von einer „politischen Säuberung“.
Ein Jahr später wurde dem Journalisten Ruşen Çakır, ein erklärter auch Befürworter einer Verhandlungslösung das Blatt gekündigt, nachdem er in mehreren Kommentaren die türkische Politik gegenüber dem Islamischen Staat und der syrisch-kurdischen Partei der Demokratischen Union kritisiert hatte. Im Dezember 2016 lehnte die Chefredaktion den Abdruck einer Kolumne des Journalisten Reha Muhtar ab, in welcher dieser die Maßnahmen nach dem Putschversuch vom Juli 2016 als unverhältnismäßig kritisiert und die Frage aufgeworfen hatte, ob auch der Musiker Ahmet Kaya verhaftet worden wäre, wenn er noch am Leben gewesen wäre. Nach zehn Jahren bei Vatan beendete Muhtar darauf sein Engagement.